# Can Forrellat
Can Forrellat és una obra eclèctica de Castellbell i el Vilar (Bages) protegida com a bé cultural d'interès local.

## Descripció
Edifici situat al carrer de Sant Jeroni. Es tracta d'una construcció en forma de U, formada per dues naus longitudinals (fàbrica) i un darrer buc horitzontal, suposadament destinat a la zona d'habitatges.
Les naus longitudinals tenen cobertes a dues aigües amb careners perpendiculars a les corresponents façanes principals. Aquestes, que donen al carrer Sant Jeroni, s'uneixen a través d'un mur i presenten la mateixa composició: una obertura d'arc escarser amb emmarcament de maó i una finestra d'ull de bou decorada amb gelosia, també de maó. Ambdues façanes estan rematades per una franja d'arrebossat que ressegueix l'entaulament. El parament de les naus és de pedra vista.
L'accés al conjunt es realitza a través d'una porta de ferro forjat situada al centre del mur que separa les dues naus, i està flanquejada per dos pilars de secció quadrangular i de maó coronats per elements decoratius esfèrics.
El darrer edifici, aquell destinat a habitatges, té una planta rectangular i està format per diversos cossos a diferents nivells. Quan hom accedeix a l'immoble, ho fa a través d'un primer volum de planta baixa i pis i coberta a dues aigües que precedeix el cos principal. Aquest últim presenta unes golfes i un pis més, quedant la planta baixa per sota del nivell del carrer a causa del fort desnivell del terreny. La coberta, a dues aigües i amb carener perpendicular a la façana principal, queda trencada per una torre de secció quadrada que sobresurt un nivell respecte al cos principal i que té una coberta plana.
Al lateral esquerre del volum principal s'aixeca un altre cos, de planta baixa i dos pisos i una coberta a dues aigües amb carener paral·lel respecte a la façana principal. Els diferents volums estan arrebossats i pintats amb la mateixa tonalitat a excepció de les plantes baixes, que presenten pedra vista. Totes les cobertes són fetes de teula àrab.